# Хадавиты
Хадавиты (араб. الهادوية‎) — ортодоксальная зейдитская подгруппа, в основном, в Йемене и прилегающих территориях Саудовской Аравии, самая близкая к суннитам и некоторыми алимами признаются суннитами, а не шиитами. Название идёт от имени имама аль-Хади иля-ль-Хакк Яхъя (аль-Хади ибн Хусейна), наследниками фикха и акиды которого являются. Самая крупная подгруппа зейдитов. Что касается 'исмы, то они верят в то, что лишь ахлю-ль-киса являются масум (по другим данным — лишь пророк Мухаммад), а имамы — нет). Хадавиты принимают хадисы с иснадом хабар аль-вахид, а не только таватур. Кунут во время фаджра согласно их мнению считается сунной согласно иджме ахлю-ль-бейт. Хадавиты не верят в приход имама Махди. В усуль аль-фикх совпадают с суннитами, дозволяется иджтихад. Сахабам не выносится такфир и не дозволяется ругание. Хадавиты считают, что мусульманин, совершающий большой грех, но не выводящий из Ислама, остаётся мусульманином-фасиком. Зейдиты-хадавиты одно время присутствовали в Ираке и Иране, но исчезли в результате кампании Сафавидов по обращению территорий в шиитов-двунадесятников. Но другие зейдиты в Иране остались. Современные хадавиты принадлежат к толкам акиды зейдитов сулеймания (признают законность Али и двух первых халифов) или табирия (признают законность всех четырёх халифов). Бывший Президент Йемена Али Абдалла Салех — зейдит-хадавит.

## Заявления алимов-хадавитов охуситах
- https://www.youtube.com/watch?v=sKHagXPp7fQ
- https://www.youtube.com/watch?v=apxFfMf990A
- https://www.youtube.com/watch?v=SMAf2nl_7JE

Алляма Мухаммад Азим аль-Хуси осудил движение хуситов, заявив об их попытках узурпировать власть, прикрываясь зейдизмом, и объявил их фасиками, тагутами и муджримами, припомнив их связи с экс-президентом Салехом, заявив что те действуют в корыстных интересах Абдул-Малика Хуси.